# Bronchectasie
Pour les articles homonymes, voir DDB.
 Mise en garde médicale
La bronchectasie ou bronchiectasie ou dilatation des bronches (DDB) est une dilatation des bronches chronique, le plus souvent acquise à la suite d'une maladie des bronches, du poumon ou de la plèvre. Elle est caractérisée par une dilatation des bronches de petit et moyen calibre et s'accompagne souvent d'une expectoration mucopurulente abondante, qui traduit l'infection surajoutée. Elles peuvent être localisées ou diffuses.
Un syndrome obstructif se développe. On a plus souvent un trouble ventilatoire mixte (baisse de la capacité pulmonaire totale et baisse du rapport de Tiffeneau (VEMS/CVF) en spirométrie).

## Histoire
La dilatation des bronches a été décrite pour la première fois par René Laënnec en 1819. La première résection pulmonaire pour cette maladie a été réalisée en 1901 par Lothar Heidenhain et les premières imageries en 1922 par JA Sicard. Le traitement est demeuré principalement chirurgical jusqu'à l'introduction des antibiotiques dans les années 1950, qui ont révolutionné la prise en charge. Les hospitalisations pour des épisodes de surinfection ont ainsi été divisées par 5 au Royaume-Uni entre 1952 et 1960.

## Définition
Une bronchectasie, ou dilatation des bronches, est une anomalie morphologique correspondant à une augmentation de calibre permanente de tout ou partie de l'arbre bronchique. On distingue ensuite les formes diffuses des formes localisées, et les dilatations cylindriques, variqueuses, ou sacciformes. C'est une atteinte des bronches et des bronchioles. 

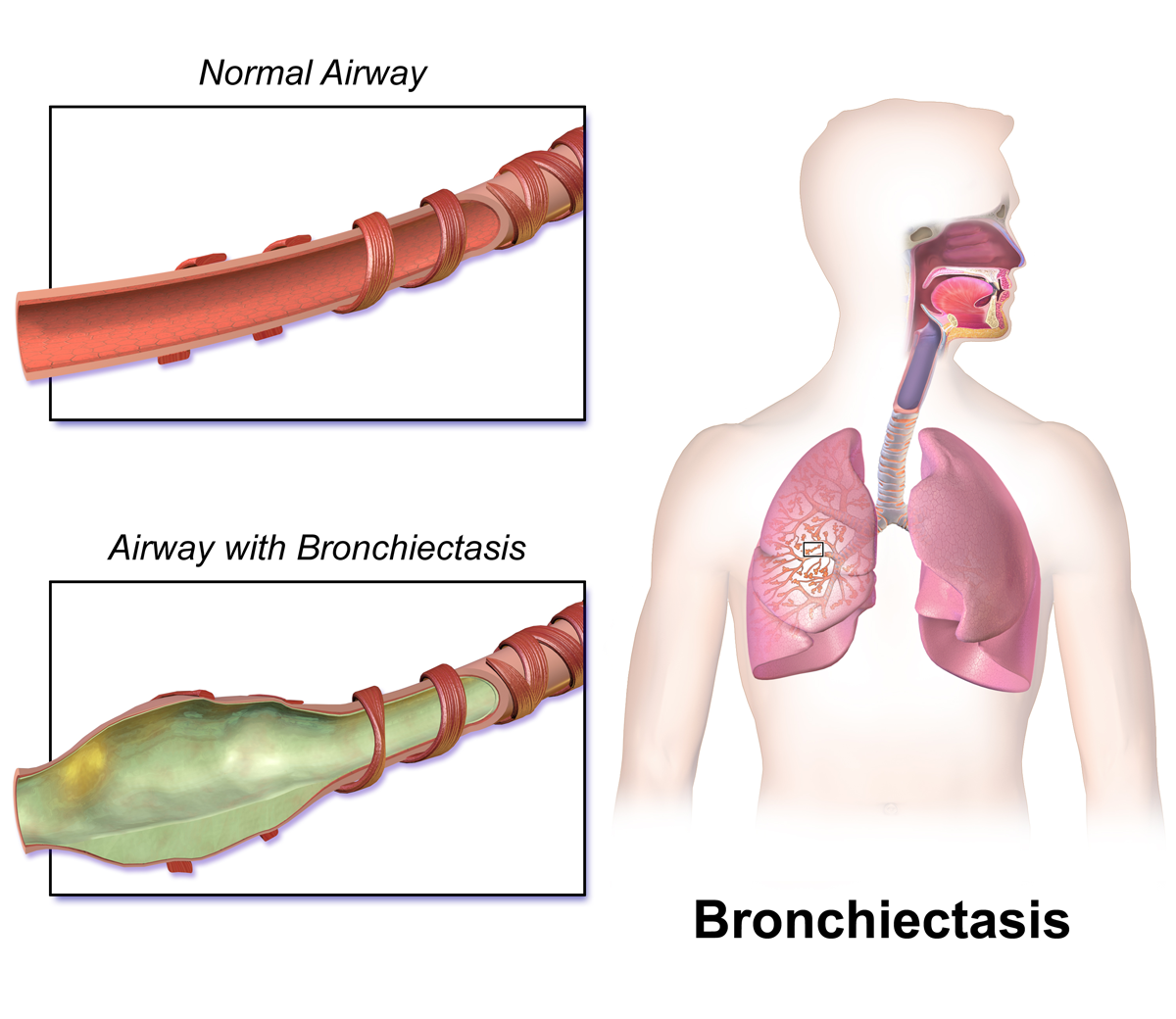
Comparaison entre bronche saine et bronche dilatée.
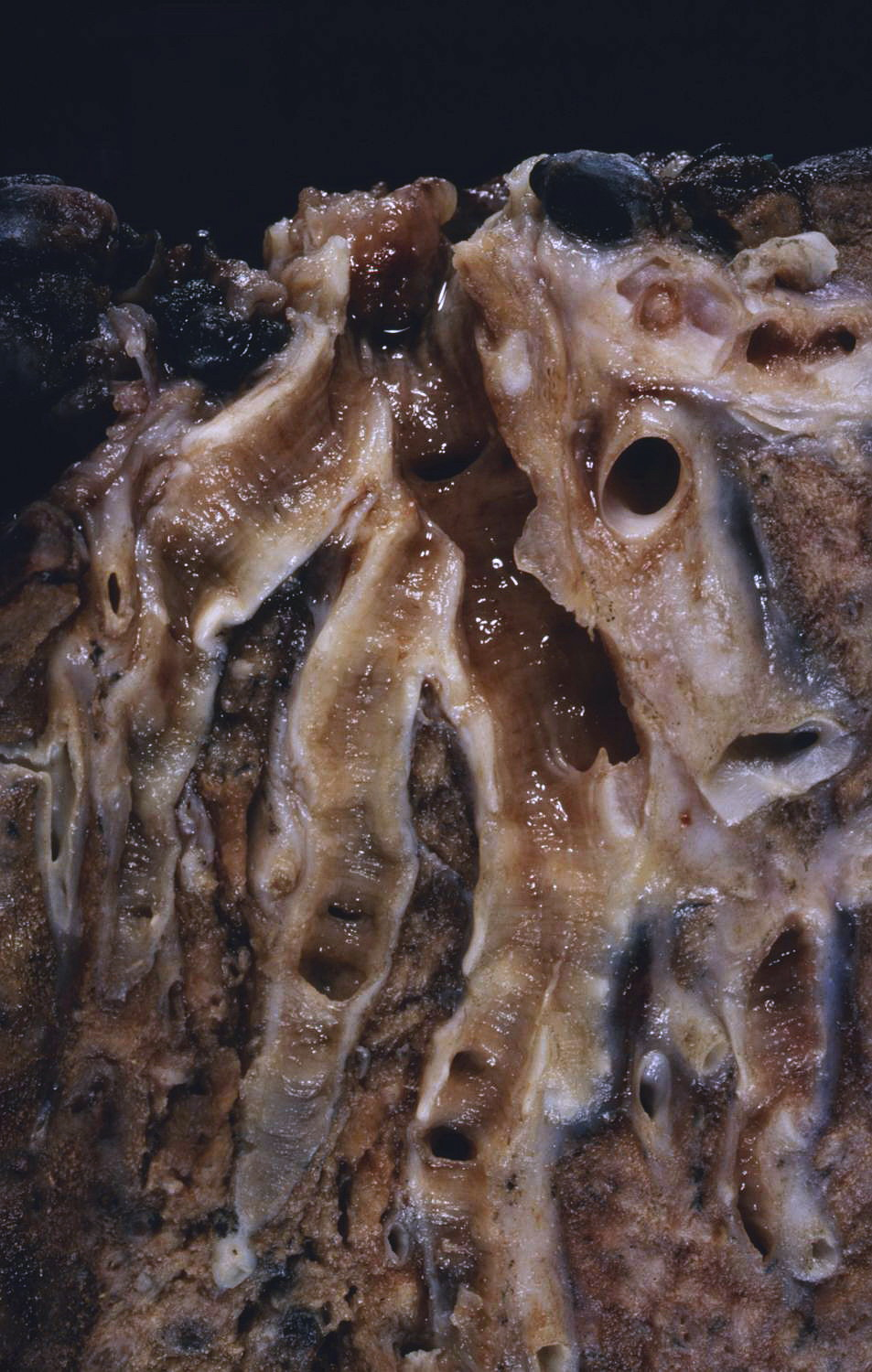
Aspect macroscopique
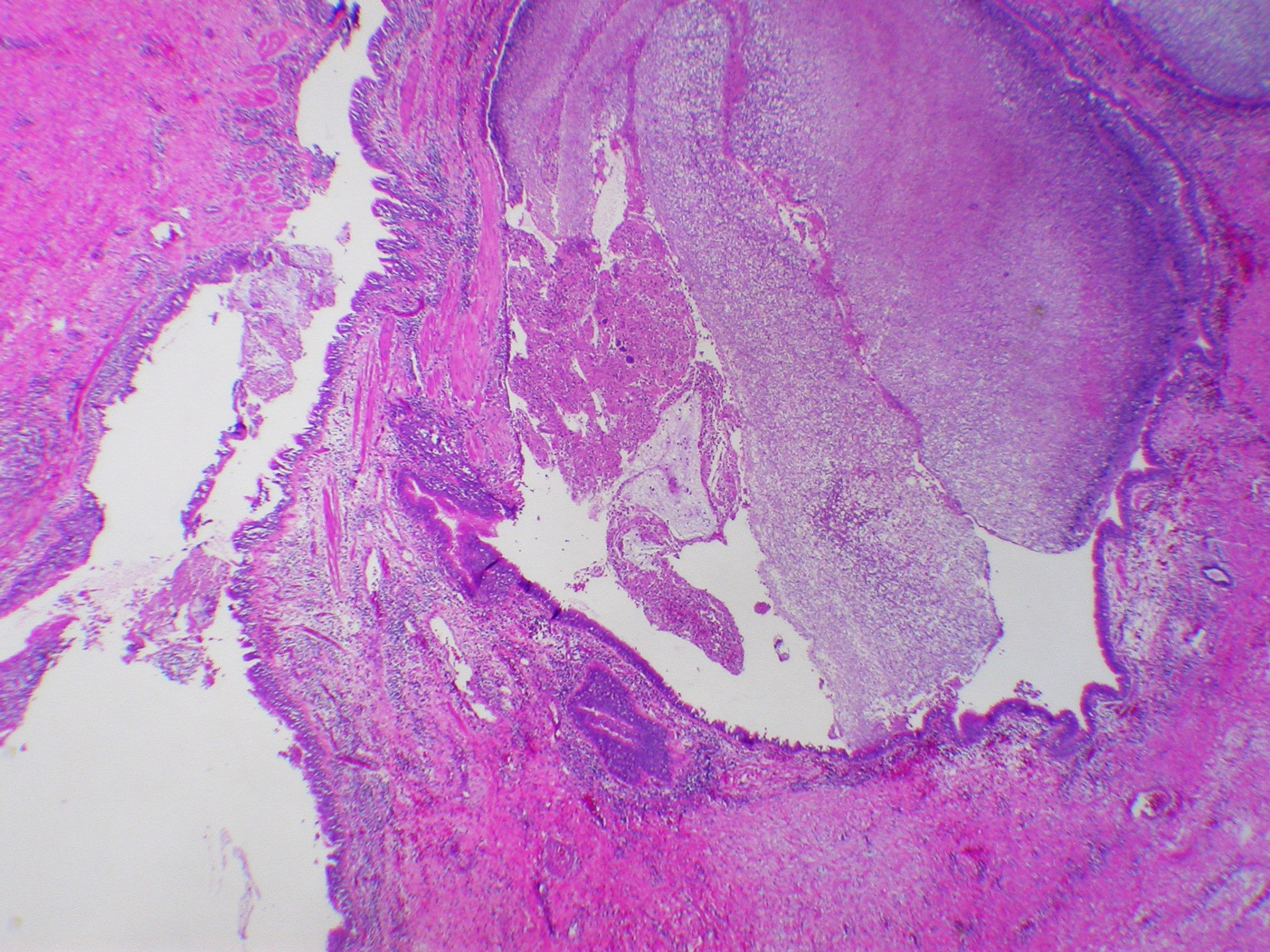
Aspect microscopique. La lumière bronchique est ici occupée par un aspergillome.

## Épidémiologie
La prévalence globale des lésions de bronchectasie est mal connue, mais est plus élevée dans les populations défavorisées. Adultes et enfants sont touchés par la maladie.
Chez les enfants et les adolescents des pays européens, l'incidence annuelle est en moyenne de 0,2 pour 100 000 (au Royaume-Uni en 2006-2007) à 2,3 pour 100 000 (en Irlande, de 1996 à 2006). Dans les pays riches tels que la Nouvelle-Zélande, les Emirats arabes unis et les Etats-Unis d'Amérique, les enfants des populations pauvres sont touchés de manière disproportionnée par les dilatations des bronches. Ainsi, en Nouvelle-Zélande, l'incidence annuelle parmi les enfants maoris est de 4,8 à 7,9 pour 100 000, contre 1,5 pour 100 000 pour les enfants d'ascendance européenne. De même, les enfants aborigènes australiens et les enfants autochtones d'Alaska présentent des incidences de la maladie pouvant atteindre 140 à 735 pour 100 000. Ces disparités sont directement reliées à la pauvreté,.
Chez les adultes, aux Etats-Unis en 2001, la prévalence est de 4,2 pour 100 000 de 18 à 34 ans, et s'élève à 271,8 pour 100 000 chez les plus de 75 ans. Les femmes sont également plus touchées que les hommes, de 1,5 à 2 fois plus. La diminution globale du nombre de nouveaux cas par an explique la fréquence moins élevée chez les gens plus jeunes,.

## Causes
La cause des bronchectasies n'est souvent pas retrouvée. Dans 36 à 56 % des cas, on parle alors de dilatation des bronches idiopathique. Lorsqu'une cause est identifiée, elle est le plus souvent infectieuse, mais peut aussi être causée par une dyskinésie ciliaire, une aspergillose pulmonaire allergique, ou un déficit immunitaire. Les différentes formes morphologiques identifiées n'influencent ni la prise en charge, ni le pronostic.

### Formes localisées
Trois types de mécanismes peuvent mener à des bronchectasies localisées : obstruction bronchique par un corps étranger ou une tumeur endobronchique (le plus souvent bénigne), compression extrinsèque de la bronche par des adénopathies péri-bronchiques (par exemple dans le cadre de granulomatoses), et enfin des tractions exercées sur l'arbre bronchique après remaniement après lobectomie pulmonaire.
Dans les deux premiers cas, les patients présentent souvent des pneumopathies à répétition. Le traitement relève alors de la chirurgie, ou parfois de la bronchoscopie.

### Formes diffuses
Les bronchectasies diffuses s'inscrivent dans le cadre de maladies plus générales,, infectieuses (séquelles de tuberculose pulmonaire, aspergillose pulmonaire allergique), génétiques (mucoviscidose et autres dyskinésies ciliaires comme le syndrome de Kartagener) ou congénitales (séquestration pulmonaire), mais aussi immunitaires (déficits congénitaux en immunoglobulines). Les maladies de système telles que la polyarthrite rhumatoïde, le lupus, ou le syndrome de Sjögren, sont également susceptibles de fournir des atteintes bronchiques. L'inhalation de gaz chloré peut aussi être en cause. La pollution de l'air intérieur des habitations a également été mise en cause, notamment par l'utilisation de feux ouverts pour le chauffage et la cuisine, mais aussi le tabagisme passif.

## Manifestations cliniques
Quelle que soit la cause, le tableau clinique est dominé par une toux chronique surtout dans la forme diffuse, avec importante production de crachats,. Les crachats peuvent être clairs, ou au contraire purulents, parfois teintés de sang, en particulier en cas de surinfection bronchique. L'abondance des crachats, leur couleur, et leur viscosité, sont très variables et peu spécifiques. Les trois quarts des patients décrivent aussi une dyspnée, et la moitié des douleurs thoraciques d'autres symptômes peuvent être présents, dépendant de l’évolution de la maladie. En cas d'insuffisance respiratoire un essoufflement très important apparaît, l'hypoxie et l'hypercapnie entraînent une importante faiblesse musculaire, des maux de tète, des sueurs, un larmoiement, une injection conjonctivale, des somnolences, de la torpeur avec troubles de la conscience pouvant aller jusqu'au coma 
L'auscultation pulmonaire est souvent anormale, avec des crépitants (70 % des cas), des ronchis (44 % des cas) et des sibilants (34 % des cas). Il n'y a cependant pas de lien entre la normalité de l'auscultation et la sévérité des lésions observées au scanner.
L'hippocratisme digital, autrefois considéré comme constant, n'est observé aujourd'hui que dans environ 5 % des cas  et il est plutôt causé par l’hypoxémie qui est le manque d’oxygène transporté dans le sang que les bronchectasies elle-même.

### Diagnostic différentiel
Un tableau de toux chronique doit faire éliminer et rechercher une infection ORL chronique avec rhinorrhée postérieure, mais aussi un asthme, un reflux gastro-œsophagien (RGO), et une BPCO,. Une étude de 1995 a en effet retrouvé, devant un tableau de toux chronique avec crachats, des causes ORL chez 40 % des patients, un asthme chez 24 % d'entre eux, un RGO dans 15 % des cas, et une BPCO dans 11 % des cas, les dilatations des bronches ne composant que 4 % des diagnostics,. Les diagnostics différentiels plus rares comprennent les bronchites à éosinophiles, et les infections bactériennes chroniques de l'arbre respiratoire,.

### Colonisation àP. aeruginosa
La colonisation de l'arbre bronchique à Pseudomonas aeruginosa est corrélée à la dégradation de la fonction respiratoire et la progression de la maladie,. Les patients porteurs de P. aeruginosa sont plus à risque de présenter des épisodes de surinfection, et voient leur mortalité augmenter, toutes causes confondues,,.
Certains parlent ainsi plutôt d'infection chronique que de colonisation. En Europe, 15 % des patients porteurs de bronchiectasies présentent une infection chronique à P. aeruginosa.
La solution pour inhalation de tobramycine est une option de traitement efficace et présente un profil d'innocuité acceptable chez les patients atteints de bronchectasie avec infection à Pseudomonas aeruginosa.

## Examens complémentaires

### Aspect radiologique
En raison du caractère morphologique de la définition des bronchectasies, le diagnostic dépend de l'observation radiologique des lésions. 
Il est parfois possible d'observer des bronchectasies sur une radiographie pulmonaire, mais l'examen de référence est la tomodensitométrie,.

### Explorations fonctionnelles respiratoires
L'obstruction observée est liée à l'atteinte de l'arbre bronchique distal. Les lésions des bronches lobaires, de même que l'emphysème, n'ont en effet pas d'impact sur les EFR.

### Evolution
- Emphysèmes de bronchectasie

- Insuffisance respiratoire chronique
- Hypertension pulmonaire
- Cœur pulmonaire (insuffisance cardiaque droite)

### Traitement médical
- Kinésithérapie respiratoire ; apprentissage de la toilette bronchique ;
- bronchodilatateurs ;
- oxygénothérapie normobare ;
- antibiothérapie en cas de poussée de surinfection ;
- mucolytiques et mucorégulateurs : souvent utilisés mais n'ont pas fait la preuve de leur efficacité (service médical rendu insuffisant) ;
- aérosolthérapie : notamment dans la mucoviscidose: aérosols d'antibiotiques (Tobi par exemple) en cas de surinfection par le pyocyanique ;
- embolisation artérielle bronchique en cas d'hémoptysie majeure ;
- vaccin antipneumococcique polysaccharide (Pneumo 23) ;
- vaccin contre la grippe saisonnière, notamment à Influenzavirus A sous-type H5N1 ;
- soins ORL ;
- suppression du tabac et des autres irritants bronchiques ;
- les antitussif opiacés sont contre-indiqués.

### Traitement chirurgical
Le traitement chirurgical est réservé aux formes localisées symptomatiques et affectant la qualité de vie du malade. Les bronchectasies, comme toutes les maladies respiratoires chroniques, peuvent être très invalidantes pour les personnes atteintes

## Pronostic et suivi
La mortalité est principalement le fait d'infections respiratoires ou de détresse respiratoire aiguë souvent causées par l’aggravation brutale de l'insuffisance respiratoire chronique. Le risque de mortalité est augmenté par l'étendue des lésions, la sévérité de l'atteinte respiratoire (VEMS et DLCO), et par le retentissement clinique, en particulier une dyspnée plus sévère. Il n'y a en revanche pas de différence de risque selon l'étiologie. Un âge plus élevé, le sexe masculin, et la colonisation bronchique à Pseudomonas aeruginosa sont d'autres facteurs de risque.

#### Recommandations des sociétés savantes
- (en) Mark J. Rosen, « Chronic Cough Due to Bronchiectasis: ACCP Evidence-Based Clinical Practice Guidelines », Chest, Elsevier BV, vol. 129, no 1,‎ janvier 2006, p. 122S-131S (ISSN 0012-3692, DOI 10.1378/chest.129.1_suppl.122s, lire en ligne) ;
- (en) M. C. Pasteur, D. Bilton et A. T. Hill, « British Thoracic Society guideline for non-CFbronchiectasis », Thorax, BMJ, vol. 65, no Suppl 1,‎ 1er juillet 2010, i1-i58 (ISSN 0040-6376, DOI 10.1136/thx.2010.136119, lire en ligne) ;
- (en) Eva Polverino, Pieter C. Goeminne, Melissa J. McDonnell, Stefano Aliberti, Sara E. Marshall, Michael R. Loebinger, Marlene Murris, Rafael Cantón, Antoni Torres, Katerina Dimakou, Anthony De Soyza, Adam T. Hill, Charles S. Haworth, Montserrat Vendrell, Felix C. Ringshausen, Dragan Subotic, Robert Wilson, Jordi Vilaró, Bjorn Stallberg, Tobias Welte, Gernot Rohde, Francesco Blasi, Stuart Elborn, Marta Almagro, Alan Timothy, Thomas Ruddy, Thomy Tonia, David Rigau et James D. Chalmers, « European Respiratory Society guidelines for the management of adult bronchiectasis », European Respiratory Journal, European Respiratory Society (ERS), vol. 50, no 3,‎ septembre 2017, p. 1700629 (ISSN 0903-1936, DOI 10.1183/13993003.00629-2017, lire en ligne).